# حريم القاجار

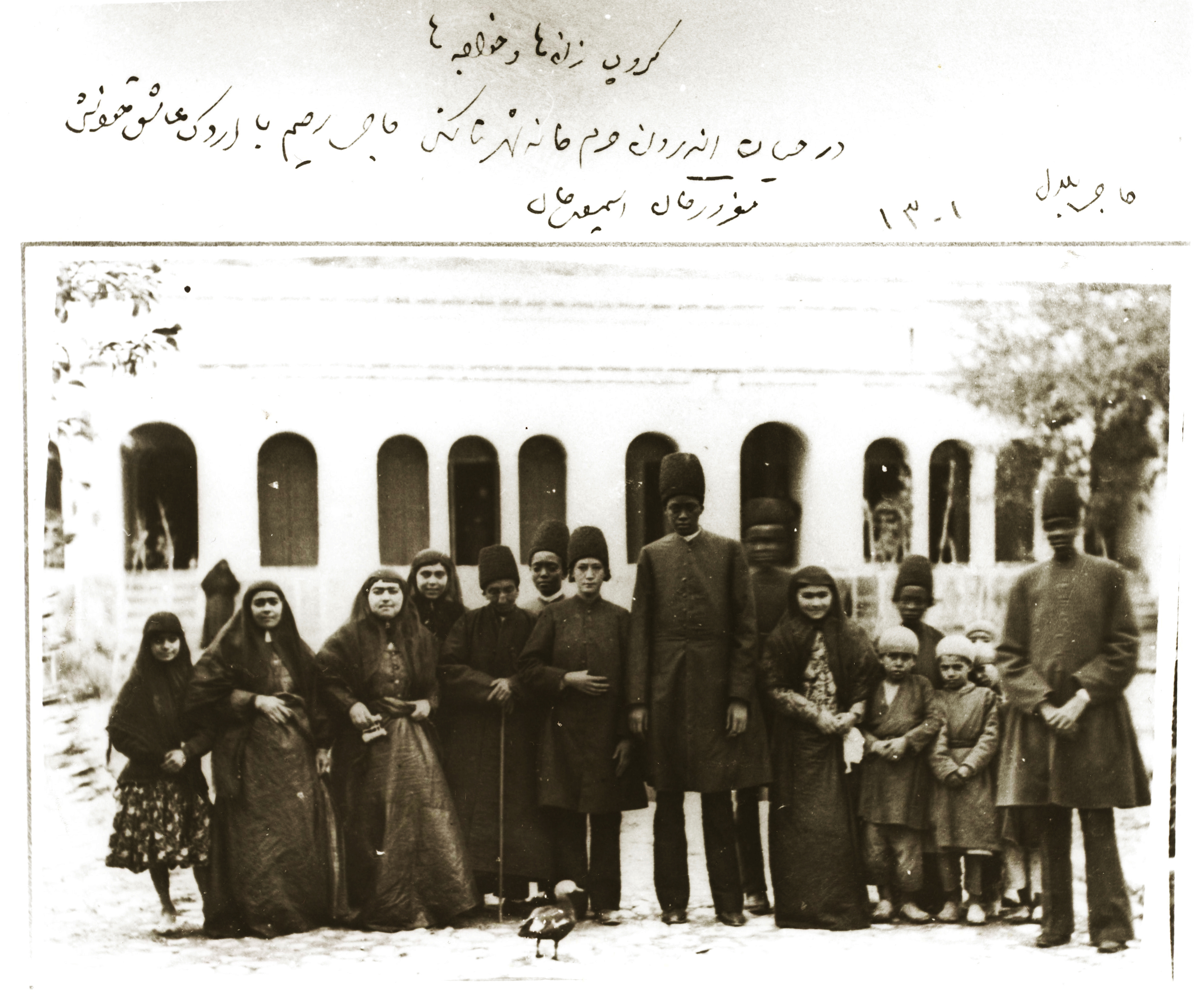
زوجات الشاه وخصيانه.

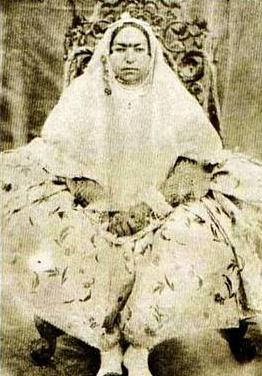
مهد أولياء

حريم ملوك سلالة القاجار (1785-1925) كانوا يتألف من عدة آلاف من الأشخاص. وكان للحريم إدارة داخلية دقيقة، تعتمد على رتبة النساء.

## التسلسل الهرمي والتنظيم

### والدة الشاه
وكما جرت العادة في حريم الدول الإسلامية، كانت أعلى مرتبة في التسلسل الهرمي للحريم هي مرتبة والدة الملك، التي كانت تحمل في إيران القاجارية لقب مهد عليا (المهد السامي). كانت لها العديد من الواجبات والصلاحيات، مثل حماية ممتلكات الحريم الثمينة، وخاصة المجوهرات، والتي كانت تديرها بمساعدة السكرتيرات الإناث.

### الزوجات
على النقيض مما كان شائعًا في الإمبراطورية العثمانية، حيث كان للسلاطين عادةً زوجات من العبيد فقط، كان لدى ملوك القاجار أيضًا عادةُ الزواج الدبلوماسي من النساء المسلمات الحرائر، وبنات كبار الشخصيات والأمراء القاجاريين.
ومن الظواهر لحريم القاجاريين أن الشاه دخل في نوعين مختلفين من الزواج مع نساء حريمه: زواج المحظيات، والعقد (الزوجة الدائمة)، والتي كانت بمثابة ترقية.
جاءت زوجات ومحظيات فتح علي شاه قاجار من حريم البيوت المهزومة في زند وأفشار؛ ومن الحملات الجورجية والأرمنية، وكذلك من تجارة الرقيق الشركسية وقُدموا كهدايا للشاه من المحافظات.

### الطاقم
وكان لكل زوجة عبيد من البيض والسود (نساء أو خصيان)، وكان عددهم يختلف حسب مكانتها. وكان لبعض الزوجات مسكن خاص وإسطبلات.
كانت هناك أنواع مختلفة من المسؤولات داخل الحريم: بعضهن أدرن المقهى الملكي داخل الحريم؛ وهيئة من الحارسات بقيادة مسؤولات "حمين راحة الملك الليلية"؛ وكانت النساء يطلق عليهن اسم أستاذة يشرفن على مجموعة الراقصات والموسيقيات اللاتي يسلين الحريم وكانوا يقيمون مع خدمهم في مجمع منفصل.
كان الأولاد العبيد الصغار الذين لم يبلغوا سن البلوغ (الحرملك) يخدمون كخدم وزملاء لعب في الحريم. كان الخصيان في الغالب من العبيد الأفارقة.
كانت نساء الحريم مسؤولات عن كل شيء داخل أحياء الحريم، لكن الحريم كان محروسًا من الأجزاء الأخرى من القصر (البيروني) من الخصيان، الذين كانوا يعملون مع زيارات الأقارب والأطباء والخياطين بمثابة روابط للعالم الخارجي للنساء، لكن لم يُسمح للنساء عادةً بمغادرة الحريم بأنفسهن إلا بإذن خاص.

## الحريم كمؤسسة اجتماعية وسياسية
كان لدى نساء الحريم وسائل ترفيه يومية مثل الموسيقى والرقص والعروض المسرحية والألعاب. فهم قد درسوا الفنون والخط والشعر، واستمتعوا مع الشاه بالموسيقى والرقص والغناء، وتلاوة الآيات ورواية القصص، والتي كان الشاه يستمتع بها عند النوم. وكان للحريم مسرح خاص حيث كانت تُعرض مسرحيات العاطفة (التعزية)، وكانت إحدى زوجات الشاه هي الوصية على جميع الأدوات. مع نهاية العصر القاجاري، سُمح للمعلمين الأجانب بدخول الحريم.
داخل الحريم، كانت النساء تؤدي وظائف دينية مثل روضة الخاني (إحياء ذكرى استشهاد الإمام الحسين في كربلاء)؛ والوعظ من المنبر في يوم عاشوراء (يُرجى الرجوع إليه، العاشر من محرم) وتوجيه طقوس سينا زادان (لطم خفيف على الصدر، مأخوذ من عادة عربية في الحزن).
كان لحريم القاجار أيضًا النفوذ السياسي والمؤامرات الشائعة في الحريم الملكي. حتى أنشأ ناصر الدين شاه قاجار (حكم من عام 1848 إلى عام 1896) نظام الخلافة المنظم للعرش، كان الحريم مكانًا للنضال الشديد من أمهات الورثة المحتملين من أجل انتخاب أبنائهن لخلافة العرش، بالإضافة إلى الفوائد المادية لأنفسهن، والرتب العليا لأعضاء أسرهن، أو الأسبقية لأبنائهن. كانت والدة ناصر الدين شاه، مالك جهان خانوم، تتمتع بنفوذ كبير أدى إلى ضمان خلافته وإقالة واغتيال رئيس الوزراء أمير كبير، وزوجة ناصر الدين شاه المفضلة، أنيس الدولة، أدت إلى إقالة رئيس الوزراء ميرزا حسين خان سبهسالار في عام 1873. ولذلك سعى صناع القرار السياسي الفارسيون، وكذلك الدبلوماسيون الأجانب، إلى الحصول على الدعم داخل الحريم الملكي.
وكان آخر حاكم قاجاري كان له حريم كبير ومنظم بشكل تقليدي هو ناصر الدين شاه (حكم من عام 1848 إلى عام 1896). بعد ناصر الدين شاه، تقلص الحريم الملكي، ومن المعروف أن محمد علي شاه (حكم 1907-1909) لم يكن له سوى زوجة واحدة، وهو مصطلح يشير إلى زواجه من ابنة عمه الأميرة ملكة جهان.

## معرض حريم القاجار

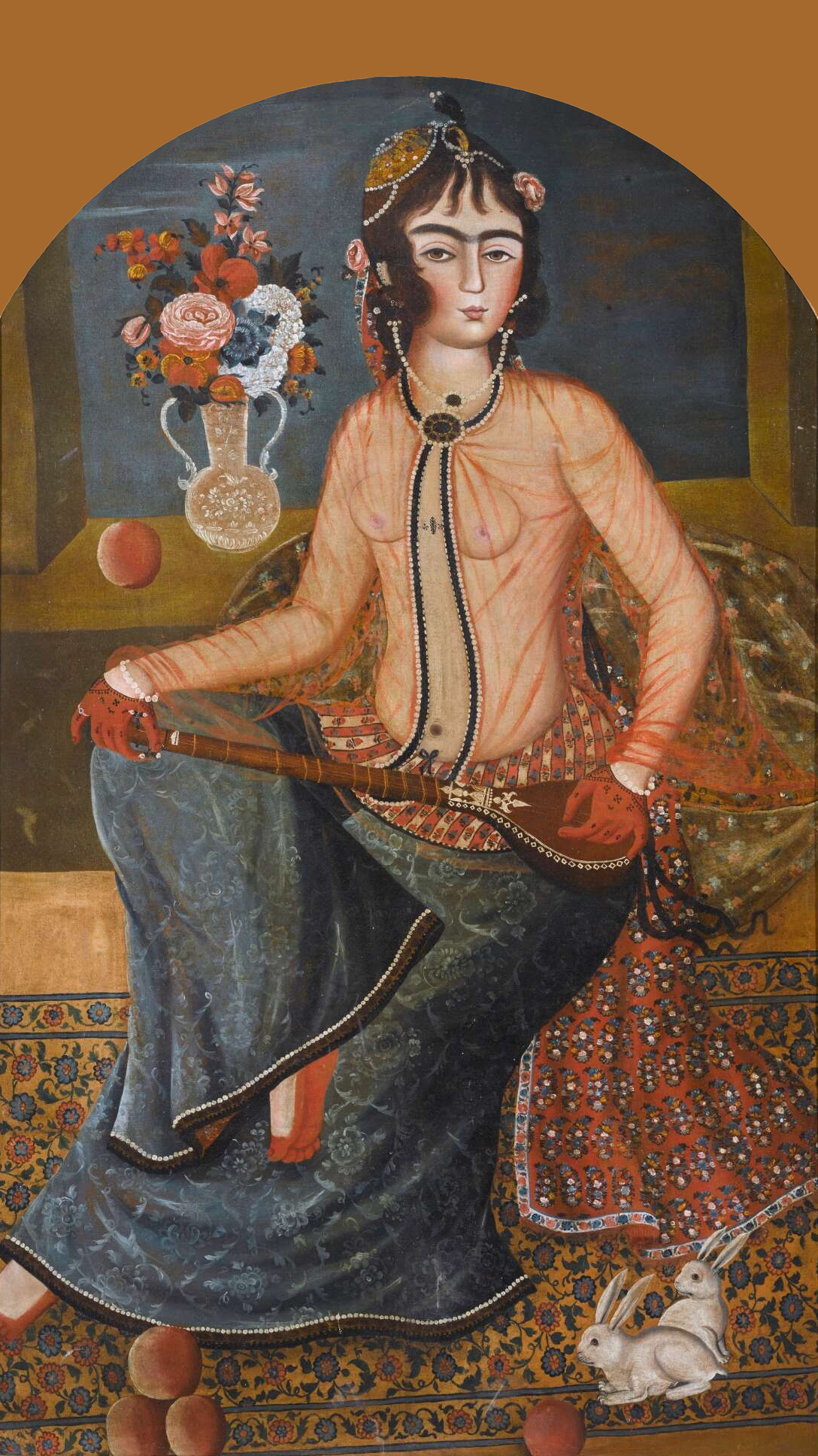
امرأة مع سهتار أو دوتار [الإنجليزية]
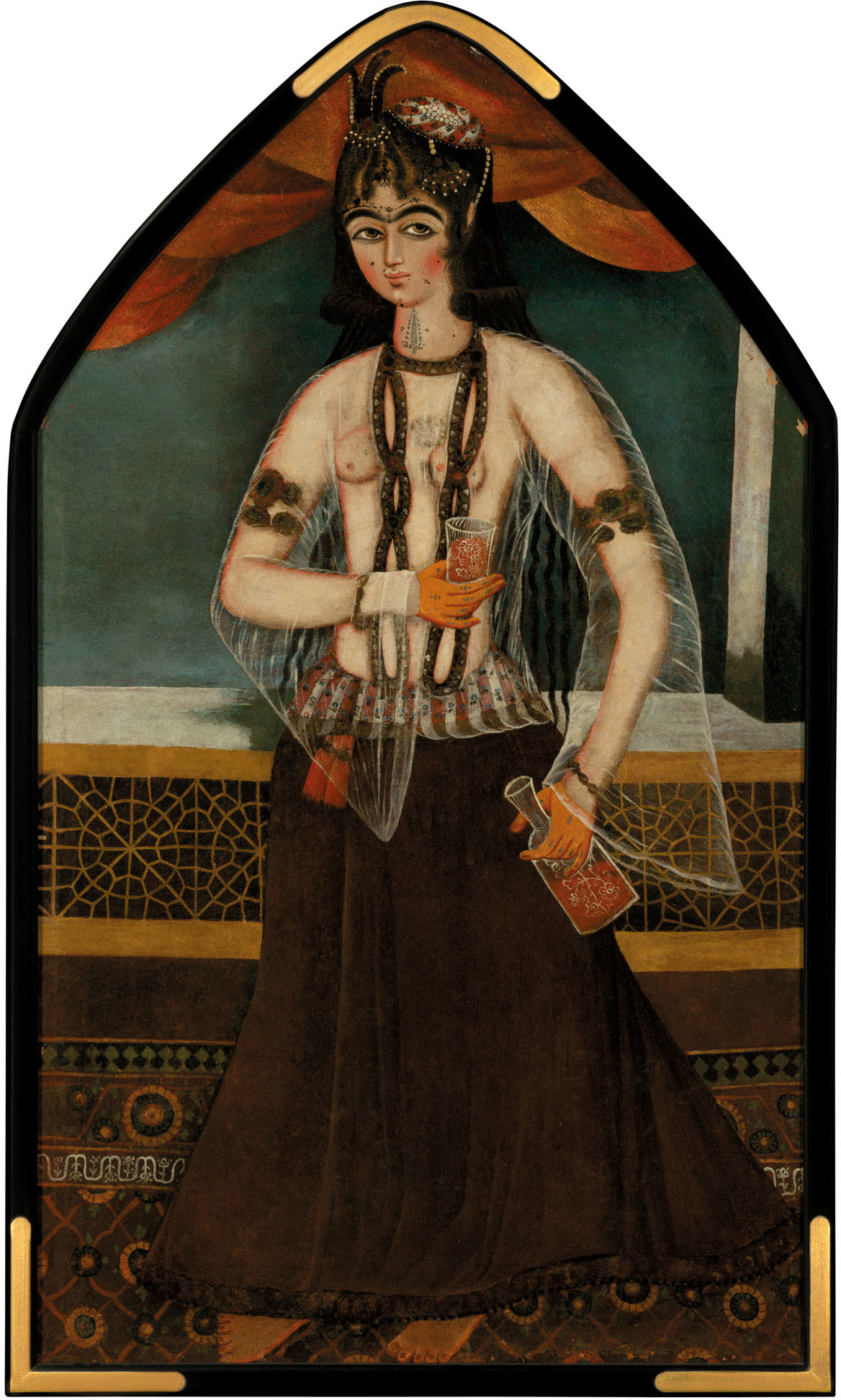
امرأة تحمل زجاجة وكأس.
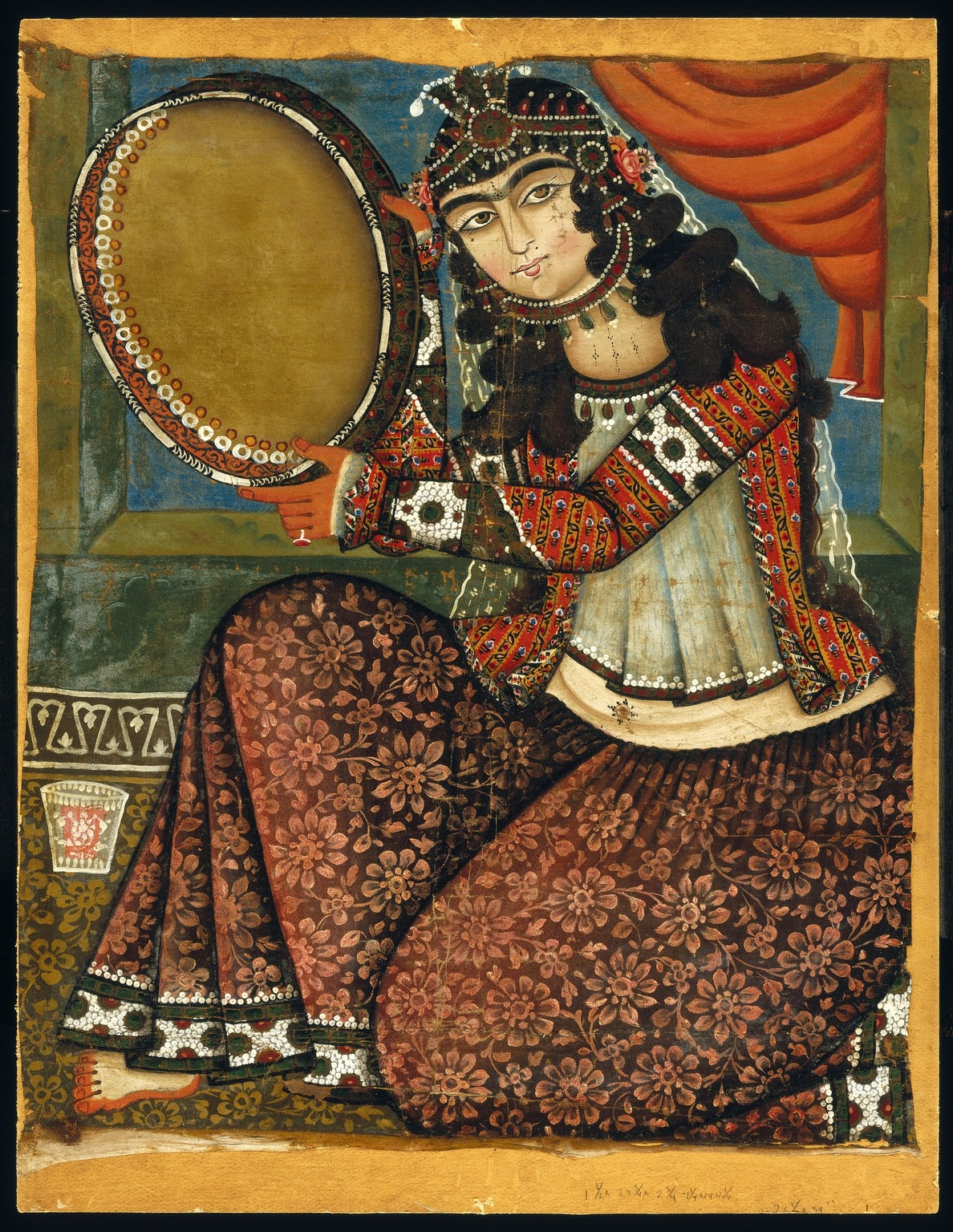
امرأة تعزف على الداف
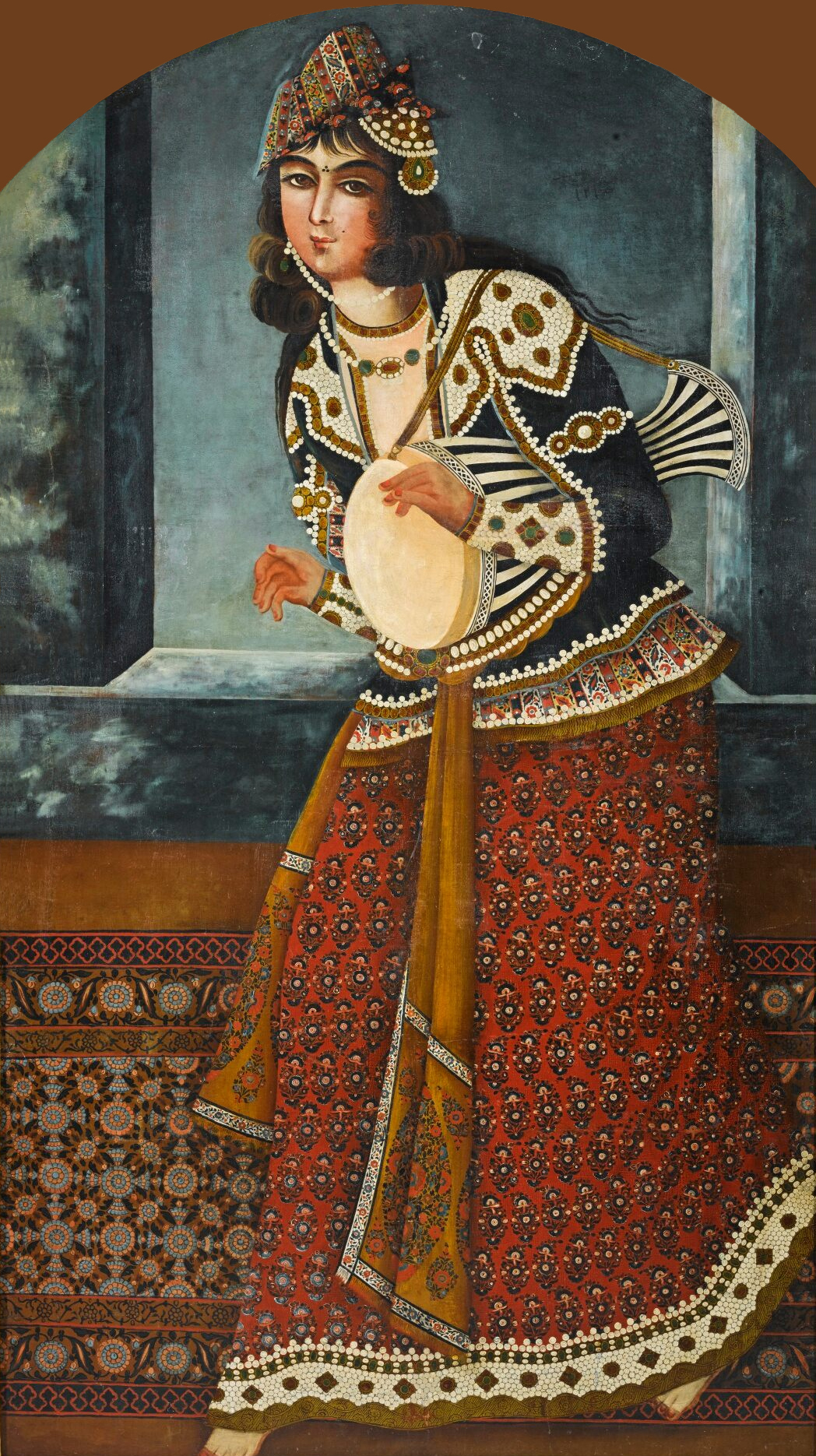
امرأة تعزف على الزرب
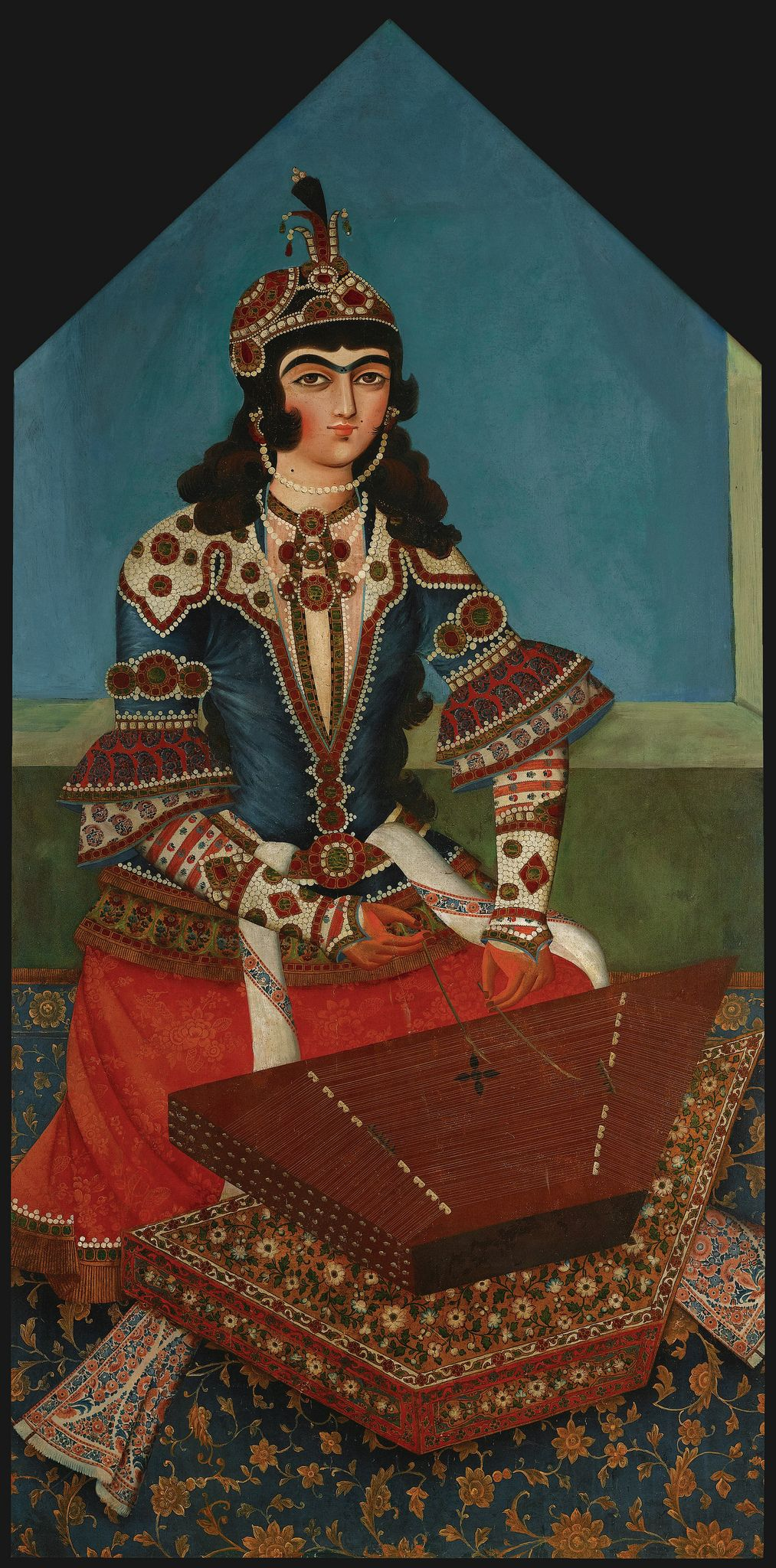
امرأة تعزف على آلة السنطور
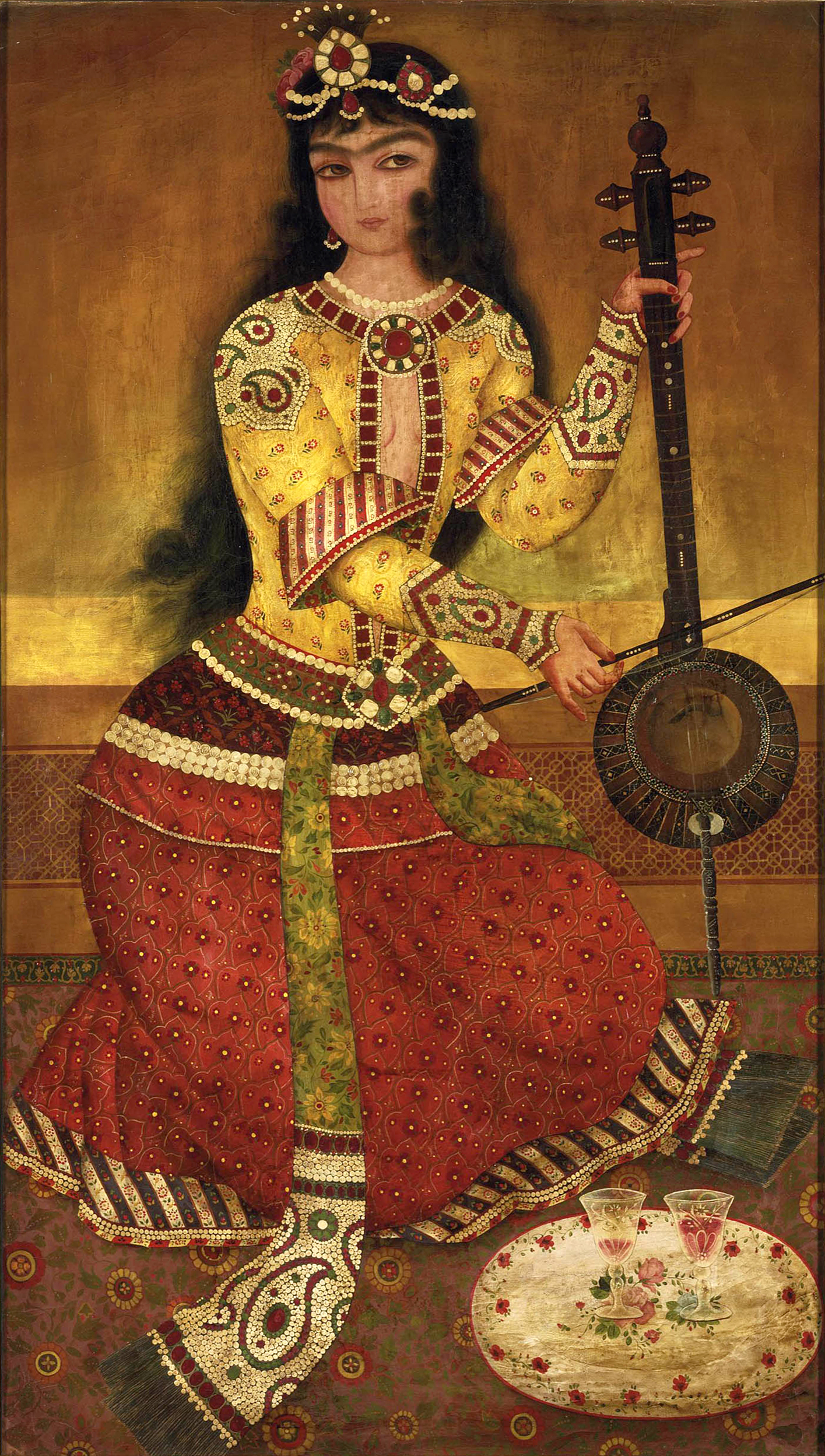
العزف على الكمنجة
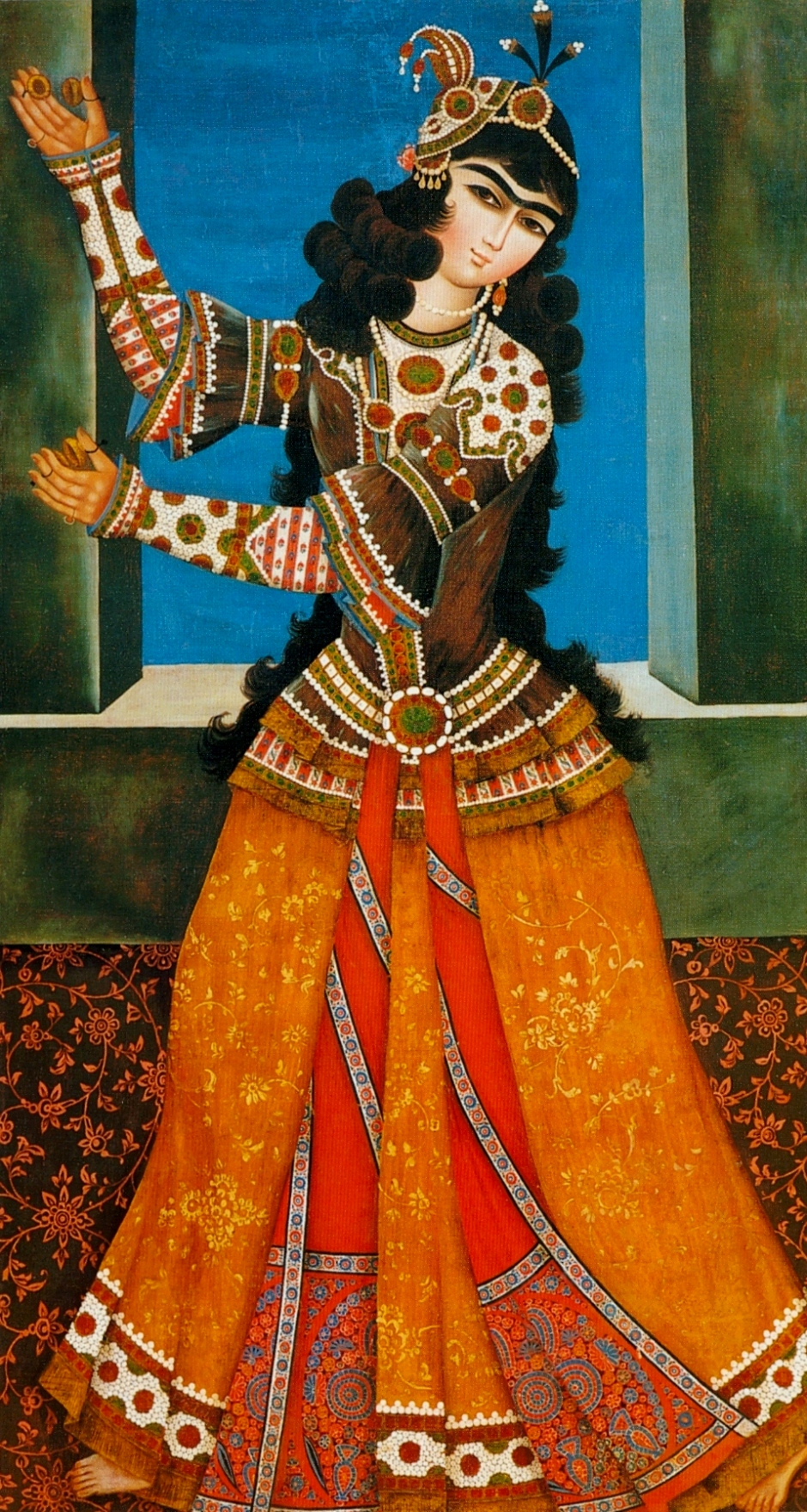
الرقص مع الصنجات أو الزلّ
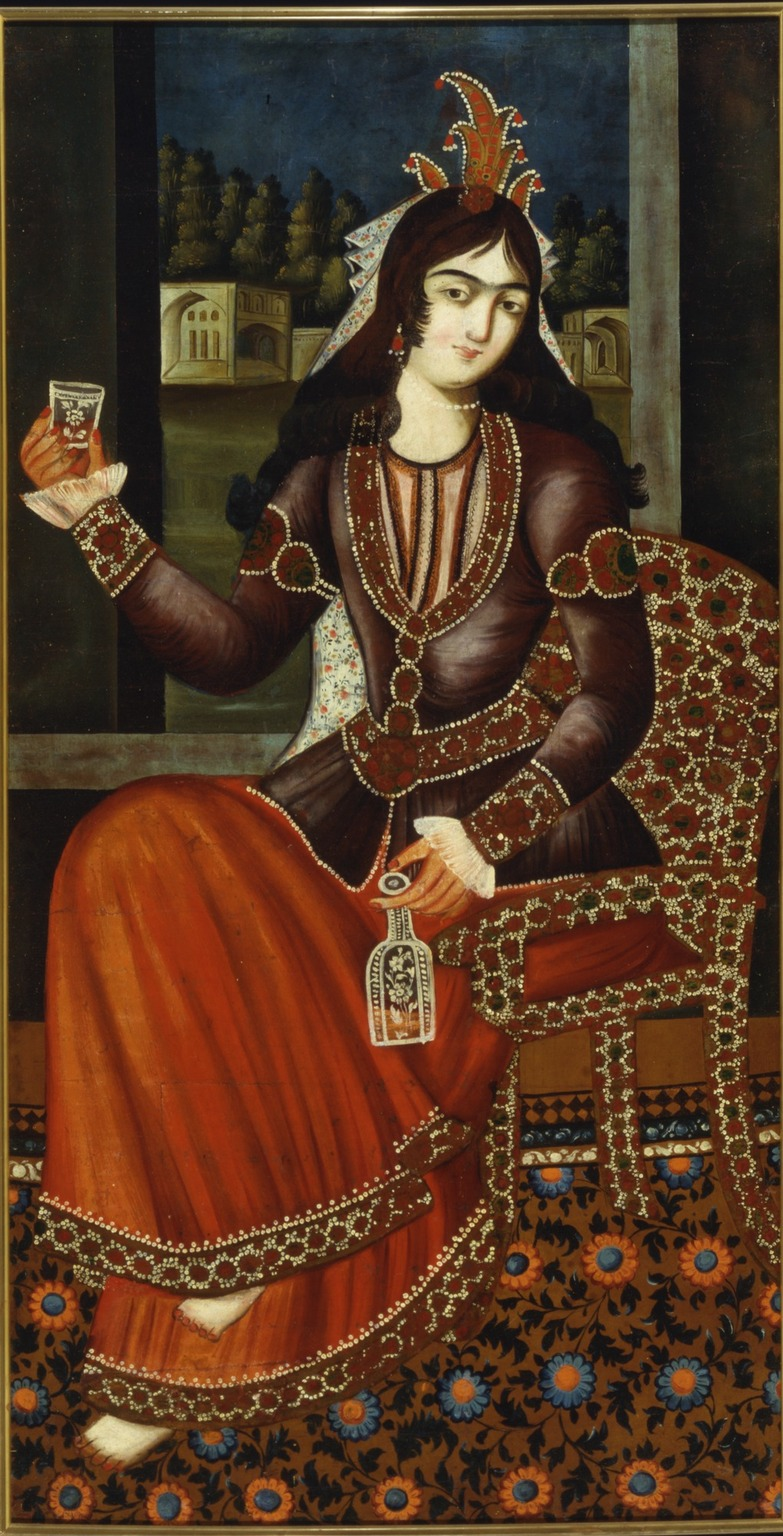
امرأة تحمل زجاجة وكأس.
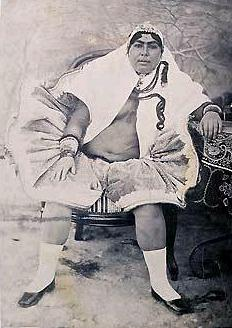
حريم محظية ناصر الدين شاه قاجار.

## طالع أيضًا
- قصر كلستان
- الحرملك العثماني
- الحريم العباسي
- الحريم الصفوي